# Podocarpus capuronii
Podocarpus capuronii är en barrträdart som beskrevs av David John de Laubenfels. Podocarpus capuronii ingår i släktet Podocarpus och familjen Podocarpaceae. IUCN kategoriserar arten globalt som starkt hotad. Inga underarter finns listade i Catalogue of Life. Den är endemisk för Madagaskar och numera bara känd från Itremo-massivet, Manandoana (men har tidigare insamlats från Mt Tsaratana och Mt Tsitondroina, där den tros vara utgången). Den är uppkallad efter René Paul Raymond Capuron.